# ACK Belksiri
Amal Club de Belksiri (arab. نادي عمل بلقصيري) – marokański klub piłkarski z siedzibą w mieście Mechra Bel Ksiri. W sezonie 2020/2021 gra w GNFA 1.

## Opis
Klub zagrał w 2 sezonach GNF 1. W sezonie 1985/1986 zajął ostatnie, 20. miejsce, ale nie spadł, bo w tym sezonie nie było spadków. W sezonie 1986/1987 zajął ostatnie, 12. miejsce w grupie B i spadł do GNF 2 (niższej dywizji). 